# (4047) Chang'E
(4047) Chang'E es un asteroide perteneciente al cinturón de asteroides, descubierto el 8 de octubre de 1964 por el equipo del Observatorio de la Montaña Púrpura desde el Observatorio de la Montaña Púrpura, Nankín (China).

## Designación y nombre
Designado provisionalmente como 1964 TT2. Fue nombrado Chang'E en homenaje a la sonda lunar china Chang'e 1 cuyo nombre proviene de la mitología perteneciendo a una diosa que voló a la Luna.